# Parker (Teksas)
Parker je grad u američkoj saveznoj državi Teksas. Prema popisu stanovništva iz 2010. u njemu je živjelo 3.811 stanovnika.